# Пенештром
Пенештром (нем. Peenestrom) — пролив, отделяющий остров Узедом от материка. Является самым западным из трёх рукавов Одера.
Пенештром имеет длину 20 км, и соединяет Щецинский залив с собственно Балтийским морем. Шестикилометровый участок от лагуны до устья реки Пене строго говоря не относится к Пенештрому, и носит название Дер-Штром (нем. Der Strom).
Под влиянием ветров с Балтийского моря в Пенештроме могут возникать мощные течения, которые несут морскую воду в лагуну и дальше.
Через Пенештром имеется два разводных моста — в районе города Узедом и в районе города Вольгаст.